# じゃない方の彼女
『じゃない方の彼女』（じゃないほうのかのじょ）は、2021年10月11日から12月27日までテレビ東京系列の「ドラマプレミア23」枠で放送されていた秋元康・原作・企画による不倫を題材としたテレビドラマ。主演は濱田岳。
本作品はこれまで2か月の作品が放送されてきた「プレミア23」枠としては初めての1クール（12回）の作品である。

## あらすじ
大学准教授の小谷雅也は、才色を備えた妻と利発な娘に恵まれてはいたが、自身は可もなく不可もない「じゃない方」の人生を送っていた。そんな彼はある日、ひょんなことから彼が勤める大学の美人学生・野々山怜子と出会う。その後も偶然の出会いが続き、互いに意識しあうことになる。雅也は妻子ある身として理性を保とうとしつつ、怜子の「じゃない方」じゃない恋の相手になれるチャンスにも心惹かれる。そんな雅也に怜子は「偶然が3回続くと奇跡が起こるらしいですよ」などと迫って距離を詰めてくる。はたして雅也は怜子との道ならぬ恋の沼へと、このままはまっていくのだろうか。

## 登場人物

### 主要人物
小谷雅也（こたに まさや）
演 - 濱田岳
本作品の主人公。歴史学科教員。大学准教授。どこにでもいる普通の人生を送ってきた「じゃない方」の男性である。美人妻と子供に囲まれた何不自由ない日々を過ごしていたが、天然魔性な女性・怜子と不倫関係になる。
野々山怜子（ののやま れいこ）
演 - 山下美月（乃木坂46）
心理学部2年。雅也が大学で偶然出会った天然魔性系女子大生。

### 小谷家
小谷麗（こたに れい）
演 - 小西真奈美
雅也の美人妻。ヨガインストラクター。
小谷弘子（こたに ひろこ）
演 - YOU
雅也の母親。恋愛小説家。雅也とは対照的に自由奔放で恋にも積極的。
小谷沙織（こたに さおり）
演 - 宝辺花帆美
雅也と麗の娘。

### 大学関係者
雅也の勤務する大学の関係者。
片桐修一（かたぎり しゅういち）
演 - 山崎樹範
大学講師。雅也の大学時代の先輩。雅也の同僚。女癖が悪く結婚と離婚を繰り返し現在バツ3。
橋本彩菜（はしもと あやな）
演 - 東野絢香
心理学部2年。怜子の大学同期。中学からの幼なじみ。
後川誠
演 - 豊田裕大
心理学部２年。怜子の大学同期。彩菜の恋人。
金沢省吾(かなざわ しょうご)
演 - 辻岡甚左
経済学部2年。彩菜と誠の友人。怜子に一目惚れをする。

### ゲスト
第1話
ウエストランド
演 - ウエストランド
第2話
お巡りさん
演 - 脳みそ夫
第3話
食堂職員
演 - 村井美和
ご近所さん
演 - 竹原芳子
第6話
怜子の友人
演 - 安倍乙
第9話
旅館の仲居
演 - 鈴樹志保
ハルミちゃん
演 - 多岐川華子
片桐の不倫相手
第11話
野村正太郎(のむら しょうたろう)
演 - 水石亜飛夢
片桐の行きつけのバーで働くバーテンダー
サラちゃん
演 - 山下リオ
片桐の不倫相手

## スタッフ
- 原作・企画 - 秋元康
- 脚本 - 服部隆、モラル、青塚美穂
- 監督 - 三木康一郎、根本和政、岸川正史
- 音楽 - 小山絵里奈
- 主題歌 - Thinking Dogs「エキストラ」（Sony Music Labels Inc.）
- エンディングテーマ - 原因は自分にある。「豪雨」（SDR）
- チーフプロデューサー - 阿部真士（テレビ東京）
- プロデューサー - 中川順平、木下真梨子、森田昇、清家優輝（ファイン）、岸川正史
- 制作 - テレビ東京、ファインエンターテイメント
- 製作著作 - 「じゃない方の彼女」製作委員会

## 放送日程
| 話数   | 放送日   | ラテ欄                                                        | 脚本            | 監督       |
| ------ | -------- | ------------------------------------------------------------- | --------------- | ---------- |
| 第1話  | 10月11日 | 令和の胸キュン誕生 バレたら地獄…恋の沼 運命のサンマ定食!?     | 服部隆          | 三木康一郎 |
| 第2話  | 10月18日 | 不意打ちの衝撃キス 甘くて危険な誕生日!? 恋の沼まであと3センチ | モラル          | 三木康一郎 |
| 第3話  | 10月25日 | 史上最恐の朝帰り!? 彼女が見せた初の涙…揺れる心に衝撃告白      | 青塚美穂        | 三木康一郎 |
| 第4話  | 11月01日 | キスからの“逃走” 恋の病で発熱寸前…!? 妻と彼女が急接近!        | 青塚美穂        | 根本和政   |
| 第5話  | 11月08日 | 焼き肉で不倫バレ!? 妻のあぶない同窓会? 運命の偶然、再び!      | 服部隆 青塚美穂 | 根本和政   |
| 第6話  | 11月15日 | 絶体絶命! 彼女の家に予期せぬ訪問者が…暴かれる密会の夜!?       | モラル          | 根本和政   |
| 第7話  | 11月22日 | 彼女の家で真っ青… 地獄の“かくれんぼ” マジで破滅の5秒前        | 青塚美穂        | 岸川正史   |
| 第8話  | 11月29日 | 恋の非常事態宣言!? 彼女も家族も全員集合 地獄のBBQ             | モラル          | 岸川正史   |
| 第9話  | 12月06日 | 秘湯で密会デート!? ドアを開けたら妻が! 不倫恋に涙の新展開     | 服部隆          | 根本和政   |
| 第10話 | 12月13日 | ついにバレた不倫! 逃亡? 謝罪? 迫られる究極の選択!             | 青塚美穂        | 三木康一郎 |
| 第11話 | 12月20日 | 最終章! 妻VS彼女 運命の30秒一本勝負!? じゃない方はどっち      | モラル 青塚美穂 | 根本和政   |
| 最終話 | 12月27日 | ついに“最終選択” 妻と離婚? 彼女と結婚 ラスト3分の決断!        | 服部隆          | 三木康一郎 |

## 放送局
| 放送日時                     | 放送期間                        | 放送局         | ネット状況     | 備考   |
| ---------------------------- | ------------------------------- | -------------- | -------------- | ------ |
| 月曜 23:06 - 23:55           | 2021年10月11日 - 12月27日       | テレビ東京     | 関東広域圏     | 製作局 |
| 月曜 23:06 - 23:55           | 2021年10月11日 - 12月27日       | テレビ大阪     | 大阪府         |        |
| 月曜 23:06 - 23:55           | 2021年10月11日 - 12月27日       | テレビ愛知     | 愛知県         |        |
| 月曜 23:06 - 23:55           | 2021年10月11日 - 12月27日       | テレビ北海道   | 北海道         |        |
| 月曜 23:06 - 23:55           | 2021年10月11日 - 12月27日       | テレビせとうち | 岡山県・香川県 |        |
| 月曜 23:06 - 23:55           | 2021年10月11日 - 12月27日       | TVQ九州放送    | 福岡県         |        |
| 月曜 23:06 - 23:55           | 2021年10月11日 - 12月27日       | 岐阜放送       | 岐阜県         | 独立局 |
| 月曜 23:06 - 23:55           | 2021年10月11日 - 12月27日       | びわ湖放送     | 滋賀県         | 独立局 |
| 月曜 23:06 - 23:55           | 2021年10月11日 - 12月27日       | 奈良テレビ     | 奈良県         | 独立局 |
| 月曜 23:06 - 23:55           | 2021年10月11日 - 12月27日       | テレビ和歌山   | 和歌山県       | 独立局 |
| 土曜 1:55 - 2:44（金曜深夜） | 2021年12月18日 - 2022年03月12日 | IBC岩手放送    | 岩手県         | TBS系  |

## スピンオフドラマ
『じゃない方の夜 〜恋は突然、生まれない。〜』（じゃないほうのよる こいはとつぜん、うまれない。）のタイトルで、動画配信サービスParaviにて本編放送終了後に配信。

### 登場人物（スピンオフドラマ）
片桐修一（かたぎり しゅういち）
演 - 山崎樹範
野村正太郎（しょうたろう）
演 - 水石亜飛夢（第1話 - 第6話・最終話）
ハナエ
演 - 大原優乃（第1話・第2話）
ルイ
演 - 工藤美桜（第3話・第4話）
ヒトミ
演 - 鶴嶋乃愛（第5話・第6話）
カナ
演 - 大幡しえり（第7話・第8話）
桜子
演 - 新條由芽（第9話・第10話）
緑子
演 - 十味（第9話・第10話）
ヒナコ
演 - 八木アリサ（第11話・第12話）
松本遥輝
演 - 小西詠斗（第7話 - 最終話）
小谷弘子（こたに ひろこ）
演 - YOU（第10話）

### スタッフ（スピンオフドラマ）
- 監督・演出 - 本田隆一、安食大輔
- 脚本 - ニシオカ・ト・ニール、モラル、吉崎崇二
- チーフプロデューサー - 阿部真士
- プロデューサー - 中川順平、木下真梨子、森田昇、清家優輝、岸川正史

### 配信日程
| 話数   | 配信日   | 脚本                 | 監督     |
| ------ | -------- | -------------------- | -------- |
| 第1話  | 10月11日 | ニシオカ・ト・ニール | 本田隆一 |
| 第2話  | 10月18日 | ニシオカ・ト・ニール | 本田隆一 |
| 第3話  | 10月25日 | モラル               | 本田隆一 |
| 第4話  | 11月01日 | モラル               | 本田隆一 |
| 第5話  | 11月08日 | 吉崎崇二             | 安食大輔 |
| 第6話  | 11月15日 | 吉崎崇二             | 安食大輔 |
| 第7話  | 11月22日 | ニシオカ・ト・ニール | 本田隆一 |
| 第8話  | 11月29日 | ニシオカ・ト・ニール | 本田隆一 |
| 第9話  | 12月06日 | モラル               | 本田隆一 |
| 第10話 | 12月13日 | モラル               | 本田隆一 |
| 第11話 | 12月20日 | ニシオカ・ト・ニール | 本田隆一 |
| 最終話 | 12月27日 | ニシオカ・ト・ニール | 本田隆一 |